# Parque Sur
Parque Sur es un céntrico barrio de la ciudad española de Albacete. Ubicado al sur del parque Abelardo Sánchez, tiene una población de 5452 habitantes (2012). Es uno de los barrios de Albacete mejor situados en todos los parámetros.

## Toponimia
El barrio recibe el nombre de Parque Sur por estar situado al sur del parque Abelardo Sánchez, auténtico pulmón verde central de la capital.

## Geografía
El barrio está situado en la zona centro de Albacete, entre la avenida de España al este, la calle Arcángel San Gabriel al norte, la calle La Estrella al oeste y la calle Hellín (Circunvalación) al sur del barrio. Linda con los barrios Sepulcro-Bolera al sur, Hospital al este, Centro al norte y Franciscanos al oeste. Forma parte del distrito C de Albacete junto con los barrios Fátima, Franciscanos, Pedro Lamata, San Pedro Mortero, Santa Teresa, Sepulcro-Bolera y Vereda.

## Demografía
Parque Sur tiene 5452 habitantes (2012). Es un barrio ligeramente envejecido. La población mayor de 65 años supone el 10,6 % del total de la población del barrio. La población extranjera es escasa y la mayoría de las familias son nucleares. El nivel educativo de sus habitantes es superior a la media. Asimismo, la realidad económico-laboral del barrio es superior a la media de la ciudad.

## Servicios
Parque Sur es un barrio comercial asentado en el centro urbano de Albacete. El barrio alberga la Escuela Oficial de Idiomas de Albacete. Asimismo, cuenta con un colegio de educación infantil y primaria  (CEIP Parque Sur) y un instituto de educación secundaria (IES Ramón y Cajal). En el ámbito deportivo alberga el Pabellón Polideportivo Parque Sur.

## Religión
En Parque Sur se encuentra el oratorio de San Felipe Neri, ópera prima de Antonio Escario, así como la Casa de la Congregación del Oratorio de San Felipe Neri en Albacete, en un conjunto arquitectónico que ocupa una manzana.

## Fiestas
Las fiestas oficiales del barrio tienen lugar anualmente a mediados de junio.

## Transporte
En autobús urbano, el barrio queda conectado mediante las siguientes líneas:
| Línea | Trayecto | Recorrido                                                         | Frecuencia                                         |
| ----- | --- | ----------------------------------------------------------------- | -------------------------------------------------- |
|       | Campus UCLM - Barrio de Vereda | Recorrido Archivado el 1 de noviembre de 2014 en Wayback Machine. | 12-18 minutos                                      |
|       | Campus UCLM - Barrio de Vereda | Recorrido Archivado el 17 de abril de 2014 en Wayback Machine.    | 12-18 minutos                                      |
|       | Estación de Ferrocarril - Estación de Autobuses - Hospital General Universitario - Hospital Universitario Ntra. Señora del Perpetuo Socorro | Recorrido Archivado el 22 de febrero de 2014 en Wayback Machine.  | 15-22 minutos                                      |
|       | Ciudad - Parque Empresarial Campollano | Recorrido Archivado el 17 de abril de 2014 en Wayback Machine.    | Salidas 7:20, 8:20, 14:40, 15:20 (desde la ciudad) |